# ایان کندی مارتین
ایان کندی مارتین (انگلیسی: Ian Kennedy Martin؛ زادهٔ ۲۳ مه ۱۹۳۶) فیلم‌نامه‌نویس اهل بریتانیا است.
از فیلم‌ها یا مجموعه‌های تلویزیونی که وی در آن‌ها نقش داشته است، می‌توان به میتچل و سوئینی اشاره نمود.